# Joris Luyendijk

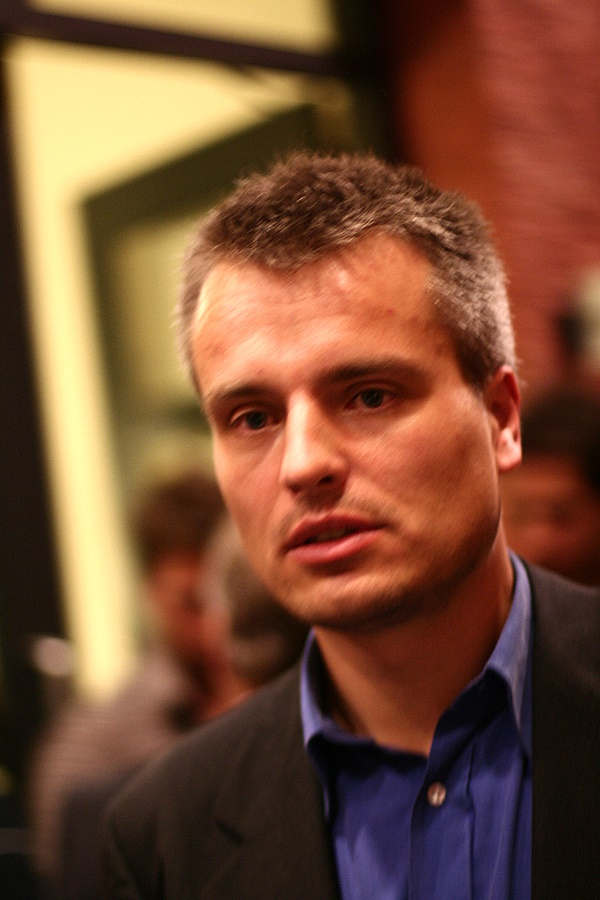
Luyendijk in 2006

Joris Cornelis Luyendijk (Amsterdam, 30 december 1971) is een Nederlandse journalist, schrijver en antropoloog, gespecialiseerd in de Arabische en islamitische wereld. Luyendijk werd bekend als verslaggever vanuit diverse standplaatsen in het Midden-Oosten.

## Studie en carrière
Luyendijk volgde het Gemeentelijk Gymnasium in Hilversum en studeerde aan de UvA politicologie, geschiedenis, Arabische en religieuze antropologie in Amsterdam, Kansas (Verenigde Staten) en Caïro (Egypte). Zijn studietijd in Caïro in 1995 leverde het boek Een goede man slaat soms zijn vrouw op en een doctoraal religieuze antropologie met specialisatie Arabische wereld. Daarna werd hij, tussen 1998 en 2003, correspondent voor de Volkskrant en Radio 1 in achtereenvolgens Caïro, Beiroet en Oost-Jeruzalem, later ook voor NRC Handelsblad en de NOS. In maart 2001 publiceerde hij Een tipje van de sluier, nog voordat het verband tussen moslimextremisme en terrorisme een breed punt van discussie werd. Door de aanslagen op 11 september 2001 werd het boek een bestseller. In april 2002 ontving Luyendijk Het Gouden Pennetje voor zijn berichtgeving vanuit het Midden-Oosten na die aanslagen.
Van 2003 tot 2011 woonde hij weer in Amsterdam. Over zijn ervaringen als journalist in het Midden-Oosten schreef hij het boek Het zijn net mensen. Dit boek gaat over de onmogelijkheid van goede, objectieve journalistieke berichtgeving in het Midden-Oosten. De problemen die hij beschrijft gaan tevens over de onmogelijkheid van vrijuit spreken in dictaturen en de kracht van propaganda. Hiervoor ontving hij in 2006 de Dick Scherpenzeel Prijs en in datzelfde jaar werd hij uitgeroepen tot Journalist van het Jaar. In 2007 won hij de NS Publieksprijs en in 2010 de Prix des Assises du journalisme, de eerste keer dat deze prijs naar een niet-Fransman ging.
In 2006 en 2007 presenteerde Luyendijk het VPRO-interviewprogramma Zomergasten. In de winter van 2007-2008 presenteerde hij Wintergasten bij de VPRO, de tegenhanger van Zomergasten, waarvoor hij sprak met Naomi Klein, Desmond Tutu en Garri Kasparov. In de winter van 2008-2009 presenteerde hij wederom Wintergasten met deze keer als gasten: Isabel Allende, Jeffrey Sachs en Tariq Ramadan.
Luyendijk, die al vanaf 2007 incidenteel Met het Oog op Morgen presenteerde, was van maart 2010 tot en met 27 januari 2011 de vaste presentator van de maandageditie van dit radioprogramma. Vanaf eind januari 2010 bekleedde Luyendijk als gasthoogleraar enkele maanden de Leonardoleerstoel aan de Universiteit van Tilburg. In 2010 hield hij de Kees Lunshoflezing, met als resultaat het boek Je hebt het niet van mij, maar...: een maand aan het Binnenhof.
In 2011 verhuisde Luyendijk met zijn gezin naar Londen, waar hij ruim twee jaar voor The Guardian werkte en vanuit antropologisch perspectief een blog over de financiële wereld van de Londense City ging bijhouden. Het avontuur resulteerde in 2015 in het boek Dit kan niet waar zijn: onder bankiers, waarvan de conclusie is dat de instellingen die ervoor moeten zorgen dat de economie functioneert de wereld in de afgrond kunnen doen storten. In 2015 werden er van het boek 306.866 exemplaren verkocht. Het was daarmee het best verkochte boek van dat jaar.

### BoekDe zeven vinkjes
In 2022 publiceerde Luyendijk het boek De zeven vinkjes - Hoe mannen zoals ik de baas spelen. Het boek gaat over de "machtspositie van mannen zoals ikzelf", de "zeven kenmerken die maken dat wij steeds weer in de dominante groep zitten":
1. man
2. wit
3. hetero
4. minstens één in Nederland geboren ouder
5. minstens één ouder met een hoge opleiding, een goed inkomen, een zekere maatschappelijke status of cultureel kapitaal
6. zelf een vwo-opleiding afgerond (gymnasium of atheneum, of de voorloper van die laatste, de Hogere Burgerschool (HBS))
7. zelf een universitaire opleiding afgerond

Luyendijk betoogt dat het mensen met deze zeven kenmerken aan een belangrijke levenservaring ontbreekt die anderen wel hebben: ze worden niet stelselmatig uitgesloten, krijgen vaak het voordeel van de twijfel en hoeven zich niet anders voor te doen om hun achtergrond te verdoezelen. Ze krijgen te horen 'als je maar jezelf bent en alle kansen grijpt die je krijgt dan kom je er wel', en voor hen klopt dat ook, maar voor mensen die niet aan alle zeven kenmerken voldoen klopt dat niet.
Het boek werd door Uitgeverij Pluim uitgebracht op 4 februari 2022 en stond vanaf de eerste week in De Bestseller 60, waar het 29 weken bleef staan, met als hoogste positie de tweede plaats.
Het boek werd deels kritisch ontvangen, hoewel er ook positieve recensies waren, zoals in Het Parool, NRC, het Friesch Dagblad en Het Financieele Dagblad.

## Privé
De politica Louise Vonhoff-Luijendijk was zijn tante.

## Bestseller 60
| Boeken met noteringen in de Nederlandse Bestseller 60 | Jaar van verschijnen | Datum van binnenkomst | Hoogste positie | Aantal weken | Opmerkingen |
| ----------------------------------------------------- | -------------------- | --------------------- | --------------- | ------------ | ----------- |
| Een goede man slaat soms zijn vrouw                   | 1998                 | 28-01-2004            | 33              | 35           |             |
| Het zijn net mensen                                   | 2006                 | 28-06-2006            | 2               | 120          |             |
| Je hebt het niet van mij, maar...                     | 2010                 | 24-11-2010            | 6               | 19           |             |
| Dit kan niet waar zijn                                | 2015                 | 25-02-2015            | 1(9wk)          | 62           |             |
| Kunnen we praten                                      | 2017                 | 01-03-2017            | 1(2wk)          | 18           |             |
| Hoop                                                  | 2019                 | 09-10-2019            | 54              | 4            |             |
| Pessimisme is voor losers                             | 2020                 | 26-02-2020            | 30              | 3            |             |
| De zeven vinkjes                                      | 2022                 | 09-02-2022            | 2               | 29           |             |